# Rifugio Sonino al Coldai

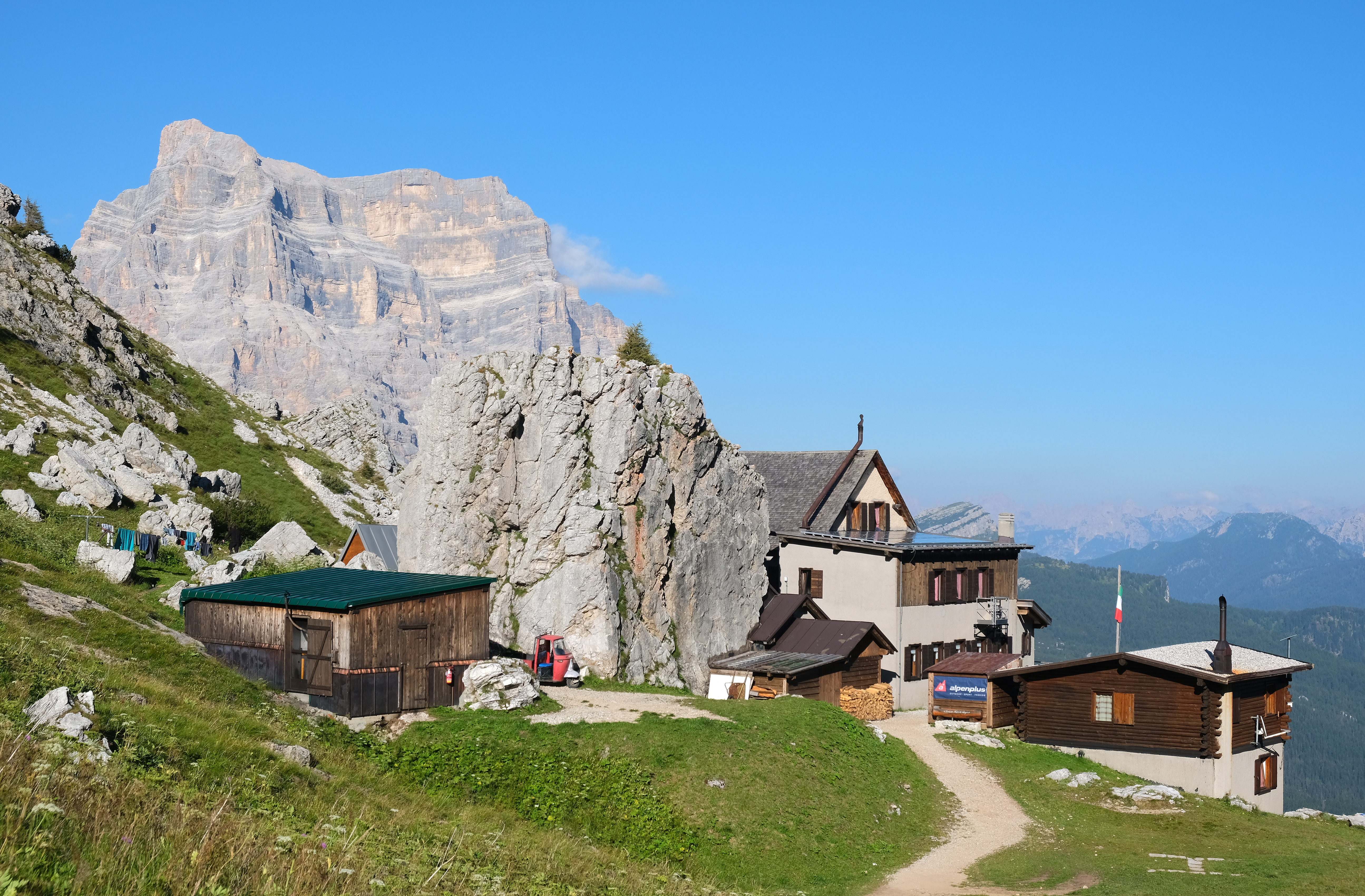

Il rifugio Sonino al Coldai è un rifugio situato nel comune di Val di Zoldo, in val Ziolere, nelle Dolomiti (gruppo Civetta), a 2.132 m s.l.m., nei pressi del Lago di Coldai.

## Accessi
Il rifugio è raggiungibile solo a piedi attraverso i seguenti sentieri:
- Da Palafavera con i sentieri 564 e 556. Percorrenza: 2 h - Dislivello: 625 m - Difficoltà: E
- Da Alleghe. Percorrenza: 3 h - Difficoltà: E

## Ascensioni

### Monte Civetta (3220 m s.l.m.)
- Via Normale: piacevole e facile ascensione con passaggi di II UIAA ed attrezzature lungo le banche inclinate sotto la Cima Tomè; essa è il percorso seguito dai primi salitori nel lontano 1855; richiede circa 4,00 h dal rifugio Coldai.
- Via ferrata degli Alleghesi: sentiero attrezzato che risale lo sperone est della Punta Civetta e poi la cresta nord con passaggi di roccia di II UIAA; richiede circa 5,00 dal rifugio Coldai di cui 1,00 h di avvicinamento e 4,00 h di ferrata.
- Via Solleder-Lettenbauer: trattasi della prima via diretta alla parete nord-ovest della Civetta, aperta da Emil Solleder e Gustav Lettembauer nel 1925 e, insieme alla via Simon-Rossi sul versante nord del Pelmo, aperta un anno prima, inaugura nelle Dolomiti l'era del VI grado. Il suo sviluppo è di oltre 1000 metri con alcuni passi oggi valutati VI- UIAA, attacca lo zoccolo sotto la direttrice del canalone che scende dalla forcella tra la Piccola Civetta e Civetta e sale molto diretta per gole e camini. Trattasi di un'ascensione molto impegnativa anche oggigiorno, una grande via classica delle Dolomiti.
- Via Comici: altro itinerario aperto nel 1931 da Emilio Comici e Giulio Benedetti sulla grande parete nord-ovest. Essa è molto meno diretta della Solleder, ha uno sviluppo di circa 1500 m e diversi passaggi di VI UIAA e di A1-A2. Essa attacca per il canalone sotto la Punta Civetta per poi spostarsi sulla parete di destra e sale pilastro dopo pilastro fino ai camini finali della Solleder che raggiunge con pendoli. Nel 1935 la cordata Cassin-Dell'Oro ha aperto una variante d'uscita diretta e nel 1962 la cordata Kaiser-Rosenzopf ne ha aperta una basale che raggiunge la via nel difficile tratto mediano sotto la Punta Tissi.
- Via degli amici: via aperta nel 1967 dal Reinhold Messner, Heini Holzer, Sepp Mayerl e Renato Reali che prova a risolvere il problema della "superdirettissima" raddrizzando la linea della via Solleder. Ha uno sviluppo di 1150 m e difficoltà di V+ e A2 UIAA.
- Via Philip-Flamm: grandiosa ascensione aperta nel 1957 da Walter Philipp e Dieter Flamm esclusivamente in arrampicata libera e con soli 40 chiodi per l'assicurazione (secondo Dal Bianco ed Angelini questa via era considerata come una delle più difficili delle Alpi). Essa inizia leggermente a sinistra della via di Messner seguendo una linea di diedri giallo-neri per circa 1000 metri di sviluppo con lunghi tratti di VI e VI+ UIAA fino alla Punta Tissi (2992 m), una quota della cresta nord della Civetta.

### Punta Civetta (2920 m s.l.m.)
- Via Andrich-Faè: Altra via molto famosa e ripetuta della parete nord-ovest che raggiunge questa elevazione ben definita ed indipendente della cresta nord della Civetta. Aperta nel 1934 da Alvise Andrich ed Ernani Faè in esclusiva arrampicata libera con difficoltà di VI+ UIAA confermate anche al giorno d'oggi. Tale via sale il ramo sinistro del sistema di fessure a "Y" proprio al centro del muro, sviluppandosi entro una serie di diedri e camini con un dislivello di 800 m.
- Via Aste: itinerario di VI+ che scala l'altro braccio della "Y" della muraglia, aperta nel 1954 da Armando Aste e Fausto Susatti. Le due vie hanno in comune il tratto iniziale del lungo canalone in cui attacca anche la via Comici. Dislivello 800 m.

### Cima Coldai (2403 m s.l.m.)
- Percorrenza: 0,30 h - difficoltà: EE, tramite sentiero dietro il rifugio.

### Torre Coldai (2600 m s.l.m.)
- Percorrenza: 1,30 h - difficoltà: F F

### Torre d'Alleghe (2639 m s.l.m.)
- Via normale: via aperta da ignoti anche se la prima salita documentata alla torre risale al 1910 ad opera di Karl Lompel e Gabriel Haupt però per altro itinerario. La via comune risale il lato orientale della torre senza via obbligata fino alla cresta; ha difficoltà di I e II UIAA.
- Via Bellenzier: via aperta in solitaria da Domenico Bellenzier nel 1964 e sale il testone roccioso grigio ben visibile dal rifugio dapprima seguendone le debolezze e poi vincendo direttamente le difficili placche sommitali grigie con l'uso di chiodi ad espansione. La via ha difficoltà di VI e A3 UIAA e 450 m di dislivello.

### Torre di Valgrande (2715 m s.l.m.)
- Via normale: arrampicata di III e IV UIAA per camini sul lato nord-est della torre. Dislivello 600 m.
- Via Carlesso: grandiosa e famosa via aperta nel grande diedro giallo-grigio della parete nord-ovest che vince direttamente il tetto di una grossa nicchia con un passaggio emozionante. Aperta da Raffaele Carlesso e Mario Menti nel 1936, è una grande e difficilissima classica della parete nord-ovest e delle Dolomiti: l'arrampicata segue una linea quasi rettilinea lungo il diedro ed ha passaggi di A2-A3 in artificiale, valutati oggi fino a VIII- (il tetto) e lunghi tratti di VI+ e VII o A0-A1 UIAA. Sviluppo: 600 m di cui 250 di diedro e 350 di zoccolo iniziale.
- Spigolo nord: aperto da Brian Robertson e James Fullalove nel 1967 è una via poco conosciuta, aperta con larghissimo uso di mezzi artificiali e difficoltà di VI+ e A4 UIAA per lunghi tratti. Ha un dislivello di 500 m e supera il sistema di fessure strapiombanti a sinistra della Via Carlesso.
- Via delle guide: aperta da Mariano de Toni e Cesare Pollazzon nel 1941 è una corta arrampicata sulla liscia parete sud e con difficoltà continue fino al VII UIAA. Dislivello: 220 m.

### Pan di Zucchero (2726 m s.l.m.)
- Via Liebel e Schober: itinerario che sale la parete est del Pan di Zucchero con 400 m di dislivello e difficoltà fino al VI-.
- Via Tissi: via aperta da Attilio Tissi, Giovanni Andrich e Domenico Rudatis nel 1932, sale in arrampicata libera la parete nord-ovest lungo placche e camini a guisa di arcata da destra a sinistra, con difficoltà di V+ UIAA ed un dislivello di 600 m.